# With the Lights Out
With the Lights Out — бокс-сет американського рок-гурту Nirvana, що вийшов у 2004 році.

## Історія виходу
Про видання, яке б містило багато рідкісних версій існуючих пісень Nirvana, а також неопублікований раніше матеріал, багато говорили одразу після смерті Курта Кобейна в 1994 році. Довгий час видати платівку було неможливо через суперечки щодо прав на пісні, які точились між музикантами гурту та родиною загиблого фронтмена. Лише через десять років після розпаду Nirvana вихід довгоочікуваного бокс-сету гурту став можливим.
Наприкінці 2004 року стало відомо, що до складу видання увійдуть три компакт-диски та один DVD, які будуть містити 81 запис, більшу частину яких не було опубліковано раніше. Назва набору «With the Lights Out» була запозичена з головного хіта Nirvana «Smells Like Teen Spirit». Остаточний список композицій та подробиці, щодо обставин їх запису, тримали в таємниці. Попри це, дистриб'ютори називали платівку «потенційно, найбільшим бокс-сетом усіх часів», і очікували на дуже добрі показники продажів.
With the Lights Out вийшов 23 листопада 2004 року. За перший тиждень було продано 105 760 примірників альбому, що стало новим абсолютним рекордом для бокс-сетів (попереднє досягнення належало Брюсу Спрінгстіну та його Tracks — 46 516 примірників). Платівка одразу стала «платиновою», та опинилась на 19 місці хіт-параду Billboard 200.

## Склад бокс-сету
Бокс-сет складався з трьох дисків, кожен з яких приблизно відповідав хронологічним періодам в історії гурту, пов'язаним з трьома студійними альбомам, а також DVD-диском з відеозаписами пісень. Хоча більшість пісень і не було опубліковано раніше, вони так чи інакше були знайомі запеклим фанатам Nirvana по піратськім записам, зокрема, Into the Black та Outcesticide. Окрім цього With the Lights Out містив бі-сайди та рідкісні сингли, які не увійшли свого часу до офіційної збірки Incesticide (1992).  
Деякі записи були важливими с точки зору історії гурту. Так, до альбому увійшли ранні пісні, записані в 1988 році на репетиції, демо-версії «Smells Like Teen Spirit» та «Rape Me» з іншим текстом, перше публічне виконання хітової «Smells Like Teen Spirit», акустичні версії «Serve the Servants» та «Very Ape», а також кавер-версія Жака Бреля «Seasons in the Sun». «Verse Chorus Verse» та «Old Age» Було записано під час сесій Nevermind, «Oh the Guilt» та «Curmudgeon» виходили в складі синглів, а «I Hate Myself and I Want To Die» — на збірці The Beavis and Butt-Head Experience.

## Критичні відгуки
В журналі Rolling Stone альбом оцінили на чотири зірки з п'яти. Роб Шеффілд назвав його «надмірним», як і все інше, пов'язано з «Нірваною», порівнявши велику кількість різноманітних записів з історією гурту — гучною та швидкоплинною. Оглядач відзначив, що окрім ранніх демо-версій, альбом містить і справжні повноцінні пісні, серед яких «Blandest» — «одна з найжорсткіших пісень Nirvana». На думку Шеффілда, платівка призначена лише для шанувальників, проте не залишить байдужим і інших меломанів.
В газеті The Guardian бокс-сет назвали «альтернативною історією одного з найвпливовіших рок-гуртів 1990-х». Адам Світінг звернув увагу, що записи дозволяють побачити становлення гурту, починаючи з 1987 року, їхнє «примітивне» раннє звучання, яке згодом трансформувалось в ті пісні, які зробили Nirvana всесвітньо відомою. Світінг відзначив «жахливу» якість звучання, проте підкреслив, що вона відповідає вподобанням гурту, який надав перевагу щирим емоціям.
В журналі Spin альбом отримав найвищу оцінку A. Уілл Гермес прослідив, як від веселих ранніх записів з першого диску, творчість гурту стає дедалі серйознішою, досягає свого піку на другому дискові, а на третьому стає відверто лякаючою через тексти, присвячені смерті.
В музичному каталозі AllMusic альбом оцінили на чотири зірки з п'яти. Стівен Томас Ерлвайн порівняв його з «уроком музики» або «уроком історії», цікавим, переважно, шанувальникам гурту. Серед шестидесяти композицій він нарахував лише вісім безумовно значущих та зауважив, що на відміну від Боба Ділана, Velvet Underground або The Beatles, у Nirvana рідкісні пісні є лише «виносками до основної історії, а не частиною основного наративу».

## Список пісень
| CD-1 | CD-1                                                  | CD-1              | CD-1       |
| #    | Назва                                                 | Кавер-версія      | Тривалість |
| ---- | ----------------------------------------------------- | ----------------- | ---------- |
| 1.   | «Heartbreaker» (наживо, перший концерт Nirvana, 1987) | Led Zeppelin      | 3:00       |
| 2.   | «Anorexorcist» (виступ на радіо, 1987)                |                   | 2:45       |
| 3.   | «White Lace And Strange» (виступ на радіо, 1987)      | Thunder and Roses | 2:09       |
| 4.   | «Help Me I'm Hungry» (виступ на радіо, 1987)          |                   | 2:42       |
| 5.   | «Mrs. Butterworth» (запис репетиції, 1988)            |                   | 4:05       |
| 6.   | «If You Must» (демо, 1988)                            |                   | 4:01       |
| 7.   | «Pen Cap Chew» (демо, 1988)                           |                   | 3:02       |
| 8.   | «Downer» (наживо, 1988)                               |                   | 1:43       |
| 9.   | «Floyd The Barber» (наживо, 1988)                     |                   | 2:33       |
| 10.  | «Raunchola / Moby Dick» (наживо, 1988)                | Led Zeppelin      | 6:25       |
| 11.  | «Beans» (соло, акустика)                              |                   | 1:33       |
| 12.  | «Don't Want It All» (соло, акустика)                  |                   | 2:26       |
| 13.  | «Clean Up Before She Comes» (соло, акустика)          |                   | 3:13       |
| 14.  | «Polly» (соло, акустика, 1988)                        |                   | 2:30       |
| 15.  | «About A Girl» (соло, акустика, 1988)                 |                   | 2:45       |
| 16.  | «Blandest» (демо, 1988)                               |                   | 3:56       |
| 17.  | «Dive» (демо, 1988)                                   |                   | 4:51       |
| 18.  | «They Hung Him On A Cross» (демо, 1989)               | Ледбеллі          | 1:57       |
| 19.  | «Grey Goose» (демо, 1989)                             | Ледбеллі          | 4:36       |
| 20.  | «Ain't It A Shame» (демо, 1989)                       | Ледбеллі          | 2:02       |
| 21.  | «Token Eastern Song» (демо, 1989)                     |                   | 3:21       |
| 22.  | «Even In His Youth» (демо, 1989)                      |                   | 3:13       |
| 23.  | «Polly» (демо, 1989)                                  |                   | 2:37       |

| CD-2 | CD-2                                                          | CD-2               | CD-2       |
| #    | Назва                                                         | Кавер-версія       | Тривалість |
| ---- | ------------------------------------------------------------- | ------------------ | ---------- |
| 1.   | «Opinion» (соло, акустика, 1990)                              |                    | 1:34       |
| 2.   | «Lithium» (соло, акустика, 1990)                              |                    | 1:49       |
| 3.   | «Been A Son» (соло, акустика, 1990)                           |                    | 1:13       |
| 4.   | «Sliver» (соло, акустика, 1989)                               |                    | 2:10       |
| 5.   | «Where Did You Sleep Last Night» (соло, акустика, 1989)       | Ледбеллі           | 2:32       |
| 6.   | «Pay To Play» (демо, 1990)                                    |                    | 3:29       |
| 7.   | «Here She Comes Now» (демо, 1990)                             | Velvet Underground | 5:02       |
| 8.   | «Drain You» (демо, 1990)                                      |                    | 2:38       |
| 9.   | «Aneurysm» (демо, 1990)                                       |                    | 4:48       |
| 10.  | «Smells Like Teen Spirit» (демо з репетиції, 1991)            |                    | 5:41       |
| 11.  | «Breed» (швидке зведення, 1991)                               |                    | 3:08       |
| 12.  | «Verse Chorus Verse» (не увійшла до альбому, 1991)            |                    | 3:18       |
| 13.  | «Old Age» (не увійшла до альбому, 1991)                       |                    | 4:21       |
| 14.  | «Endless, Nameless» (виступ на радіо, 1991)                   |                    | 8:48       |
| 15.  | «Dumb» (виступ на радіо, 1991)                                |                    | 2:35       |
| 16.  | «D-7» (виступ на радіо, 1990)                                 | Wipers             | 3:47       |
| 17.  | «Oh The Guilt» (бі-сайд, 1992)                                |                    | 3:26       |
| 18.  | «Curmudgeon» (бі-сайд, 1992)                                  |                    | 3:04       |
| 19.  | «Return Of The Rat» (не увійшла до альбому, 1992)             | Wipers             | 3:09       |
| 20.  | «Smells Like Teen Spirit» (зведення Бутча Віга, травень 1991) |                    | 4:59       |

| CD-3 | CD-3                                                                | CD-3          | CD-3       |
| #    | Назва                                                               | Кавер-версія  | Тривалість |
| ---- | ------------------------------------------------------------------- | ------------- | ---------- |
| 1.   | «Rape Me» (соло, акустика, 1992)                                    |               | 3:23       |
| 2.   | «Rape Me» (демо, 1992)                                              |               | 3:02       |
| 3.   | «Scentless Apprentice» (демо з репетиції, 1992)                     |               | 9:33       |
| 4.   | «Heart Shaped Box» (демо, 1993)                                     |               | 5:32       |
| 5.   | «I Hate Myself And I Want To Die» (бі-сайд, 1993)                   |               | 4:03       |
| 6.   | «Milk It» (демо, 1993)                                              |               | 4:35       |
| 7.   | «Moist Vagina» (демо, 1993)                                         |               | 1:57       |
| 8.   | «Gallons Of Rubbing Alcohol Flow Through The Strip» (бі-сайд, 1993) |               | 7:34       |
| 9.   | «The Other Improv» (демо, 1993)                                     |               | 6:25       |
| 10.  | «Serve The Servants» (соло, акустика, 1993)                         |               | 1:36       |
| 11.  | «Very Ape» (соло, акустика, 1993)                                   |               | 1:53       |
| 12.  | «Pennyroyal Tea» (соло, акустика, 1993)                             |               | 3:30       |
| 13.  | «Marigold» (бі-сайд, 1993)                                          |               | 2:34       |
| 14.  | «Sappy» (видана під назвою «Verse Chorus Verse», бі-сайд, 1993)     |               | 3:27       |
| 15.  | «Jesus Doesn't Want Me For A Sunbeam» (демо з репетиції, 1994)      | The Vaselines | 3:58       |
| 16.  | «Do Re Mi» (соло, акустика, 1994)                                   |               | 4:25       |
| 17.  | «You Know You're Right» (соло, акустика, 1994)                      |               | 2:31       |
| 18.  | «All Apologies» (соло, акустика)                                    |               | 3:33       |

| DVD | DVD                                   | DVD           | DVD        |
| #   | Назва                                 | Кавер-версія  | Тривалість |
| --- | ------------------------------------- | ------------- | ---------- |
| 1.  | «Love Buzz»                           | Shocking Blue |            |
| 2.  | «Scoff»                               |               |            |
| 3.  | «About A Girl»                        |               |            |
| 4.  | «Big Long Now»                        |               |            |
| 5.  | «Immigrant Song»                      | Led Zeppelin  |            |
| 6.  | «Spank Thru»                          |               |            |
| 7.  | «Hairspray Queen»                     |               |            |
| 8.  | «School»                              |               |            |
| 9.  | «Mr. Moustache»                       |               |            |
| 10. | «Big Cheese»                          |               |            |
| 11. | «In Bloom» (відео Sub Pop)            |               |            |
| 12. | «Sappy»                               |               |            |
| 13. | «School»                              |               |            |
| 14. | «Love Buzz»                           | Shocking Blue |            |
| 15. | «Pennyroyal Tea»                      |               |            |
| 16. | «Smells Like Teen Spirit»             |               |            |
| 17. | «Territorial Pissings»                |               |            |
| 18. | «Jesus Doesn't Want Me For A Sunbeam» | The Vaselines |            |
| 19. | «Talk To Me»                          |               |            |
| 20. | «Seasons In The Sun»                  | Жак Брель     |            |

## Музиканти
- Курт Кобейн — акустична гітара, гітара, вокал
- Кріст Новоселіч — бас-гітара
- Аарон Буркхард — барабани
- Чед Ченнінг — барабани
- Дейл Кровер — барабани
- Дейв Грол — барабани
- Джейсон Еверман — гітара
- Пет Смір — гітара[19]

## Місця в чартах
Тижневі чарти
| Хіт-парад (2004)                                     | Найвища позиція |
| ---------------------------------------------------- | --------------- |
| Австрія Austrian Albums (Ö3 Austria)                 | 34              |
| Канада Canadian Albums (Billboard)                   | 10              |
| Бельгія Belgian Albums (Ultratop Flanders)           | 21              |
| Бельгія Belgian Albums (Ultratop Wallonia)           | 25              |
| Нідерланди Dutch Albums (MegaCharts)                 | 65              |
| Франція French Albums (SNEP)                         | 20              |
| Німеччина German Albums (Offizielle Top 100)         | 48              |
| Ірландія Irish Albums (IRMA)                         | 23              |
| Італія Italian Albums (FIMI)                         | 21              |
| Японія Japanese Albums (Oricon)                      | 16              |
| Норвегія Norwegian Albums (VG-lista)                 | 31              |
| Нова Зеландія New Zealand Albums (Recorded Music NZ) | 39              |
| Шотландія Scottish Albums (OCC)                      | 26              |
| Швейцарія Swiss Albums (Schweizer Hitparade)         | 28              |
| Велика Британія UK Albums (OCC)                      | 56              |
| Велика Британія UK Rock & Metal Albums (OCC)         | 2               |
| США Billboard 200                                    | 19              |
| США US Top Music Video Sales (Billboard)             | 3               |

Річні чарти
| Чарт (2005)      | Позиція |
| ---------------- | ------- |
| US Billboard 200 | 180     |

#### Сертифікація
| Регіон | Сертифікація | Продажі    |
| --- | ------------ | ---------- |
| Велика Британія (BPI)                                                                                            | Срібний      | 60 000     |
| США (RIAA) | Платиновий   | 1 000 000^ |
| ^відвантаження, що базуються лише на сертифікаціях · продажі+прослуховування, що базуються лише на сертифікаціях |              |            |